# 楚拉克阿拉干河

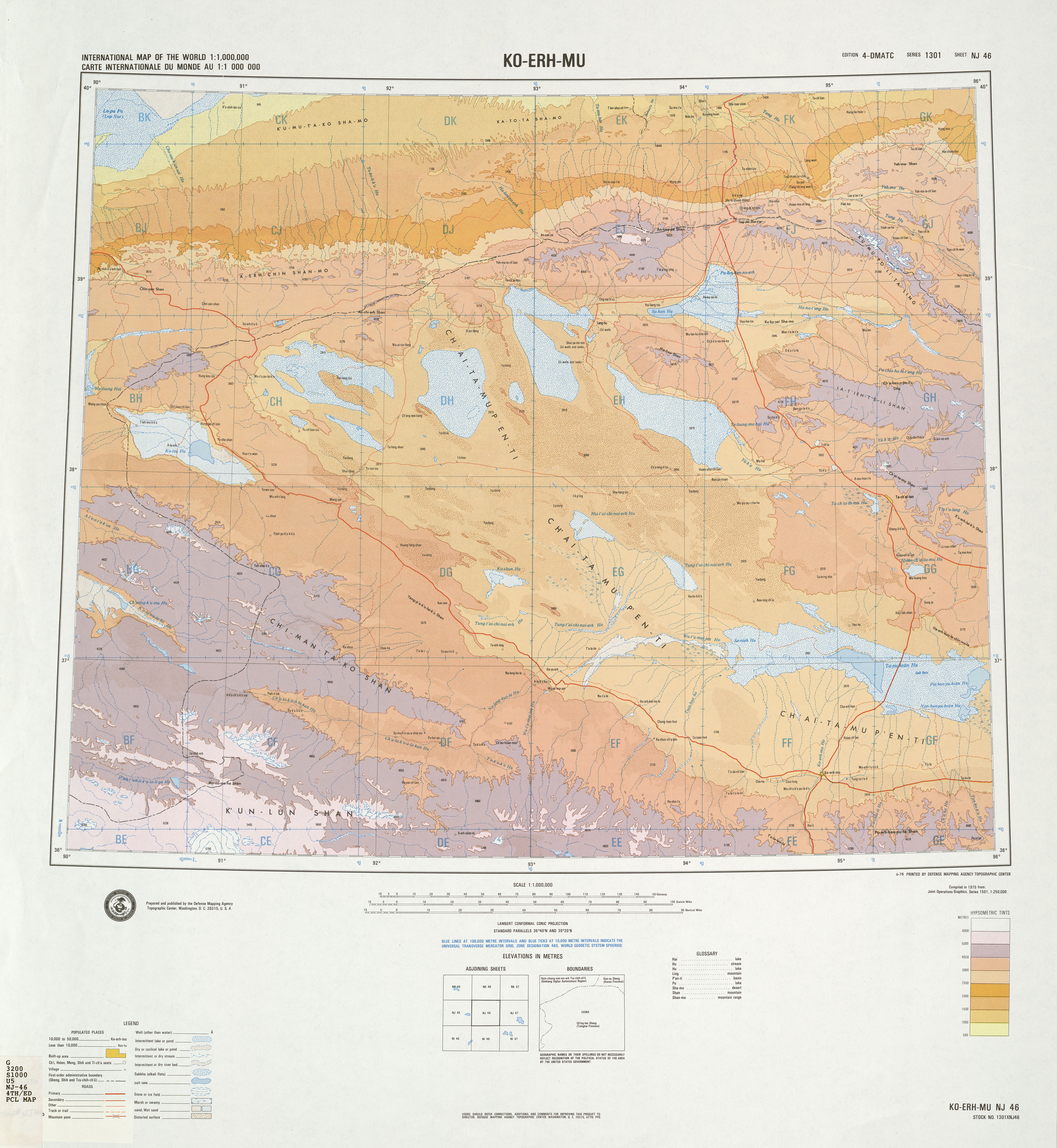
青海省西北部地形图，楚拉克阿拉干河位于编号BF、CF和DF区域内，标注为Ch'u la k'o a la kan Ho

楚拉克阿拉干河，是位于中华人民共和国青海省海西蒙古族藏族自治州格尔木市西南部地区的一条河流，那棱格勒河左岸支流。发源于青海、新疆交界处，沙松乌拉山系的额勒孙蒙克山南侧，塔鹤托坂日峰西坡，源头海拔5150米。源流先向西南流，后转西北流，再转东北流，流程约60千米处拐了约100度的大弯，向东南流去，经乌兰拜兴、旦根闹木如（夏季牧点）、查干套海、库伦套海等牧业村（点），于布伦台（夏季牧点）以东5千米处汇入那棱格勒河，汇口海拔3440米。河长205千米，流域面积10152平方千米，河道平均比降7.6‰，年均径流量3.88亿立方米。流域平均海拔4700米，气候寒冷干旱，地广人稀，居民主要为蒙古族牧民。